# Lesencetomaj
Lesencetomaj là một thị trấn thuộc hạt Veszprém, Hungary. Thị trấn này có diện tích 24,08 km², dân số năm 2010 là 1103 người, mật độ 46 người/km².